# Pelagianisme
El pelagianisme és una heretgia, segons l'Església catòlica, que va sorgir al segle v i va tenir molt de pes a l'edat antiga. Aquesta teoria teològica rep el nom del monjo britànic Pelagi (354-420 o 440), tot i que va negar, almenys en algun moment de la seva vida, moltes de les doctrines associades amb el seu nom. Pelagi va ser identificat com a irlandès per sant Jeroni.
Pelagi va ensenyar que la voluntat humana, creada amb les seves habilitats per part de Déu, era suficient per viure una vida sense pecat, tot i que creia que la gràcia de Déu ajudava a tota bona feina. El pelagianisme ha estat identificat amb la visió (ja sigui ensenyat per Pelagi o no) que els éssers humans poden guanyar la salvació pels seus propis esforços.
Negava l'existència del pecat original, ja que considerava que la falta afectava només a Adam i no a tota la humanitat, i que, per tant, els nens naixien sense culpa. Això contradiu un dogma bàsic segons el qual el baptisme té, entre altres funcions, netejar el pecat original.
El pelagianisme va ser atacat el 415 al Concili de Diòspolis (també conegut com a Lod), que va trobar a Pelagi com ortodox. Però va ser condemnat més tard al Concili de Cartago (418) i aquesta condemna va ser ratificada al Concili d'Efes el 431. Les estrictes doctrines morals dels pelagians van influir al sud d'Itàlia i Sicília, on van ser predicades obertament fins que la mort de Julià Eclanense en 455, i a Bretanya fins a la vinguda de Germà d'Auxerre cap el 429.